# Gilmar Popoca
Augilmar Silva Oliveira, mais conhecido como Gilmar Popoca (Manaus, 18 de fevereiro de 1964), é um ex-futebolista brasileiro.
Atualmente treina o Nacional-AM.

## Carreira

### Jogador
Começou a jogar futebol no time de várzea chamado Bate-Palmas e iniciou a carreira nas categorias de base do Rio Negro-AM, onde atuou por quatro anos. Aos 15 anos fez testes no Flamengo, pelo professor Claudio Coutinho e através do Antônio Piola, onde foi aprovado. Em 1981, foi artilheiro do campeonato juvenil com 10 gols. Também foi artilheiro no júnior, em 1983 e 1985, com 15 e 10 gols respectivamente.
Aos 18 anos teve oportunidade no time profissional, ao lado de grande jogadores como Zico, Andrade, Rondinelli, sendo lançado por Carlos Alberto Torres.
Atuou pelo Flamengo até 1988. Gilmar fez 109 jogos pelo time da Gávea, 55 vitórias, 28 empates e 28 derrotas, e marcou 29 gols
Jogou posteriormente por times como São Paulo, Botafogo, Vitória e Sampaio Corrêa, tendo seu maior destaque pela seleção brasileira.

#### Seleção brasileira
Pela seleção sub-20 foi campeão sul-americano e mundial em 1983.
Foi vice-campeão olímpico em 1984, quando era considerado o cérebro de um time formado por outros onze jogadores do Internacional. Foi considerado pelo COI o melhor jogador da competição, além de ter sido o artilheiro com 5 gols.

### Treinador
Em janeiro de 2022, foi anunciado como técnico do Nacional, sendo sua primeira vez no comando de um time profissional.

## Estatísticas
Até 1998.

### Como jogador
| Clube             | Temporada         | Campeonato nacional | Campeonato nacional | Campeonato nacional | Copa nacional[a] | Copa nacional[a] | Copa nacional[a] | Competições continentais[b] | Competições continentais[b] | Competições continentais[b] | Outros torneios[c] | Outros torneios[c] | Outros torneios[c] | Total | Total | Total   |
| Clube             | Temporada         | Jogos               | Gols                | Assist.             | Jogos            | Gols             | Assist.          | Jogos                       | Gols                        | Assist.                     | Jogos              | Gols               | Assist.            | Jogos | Gols  | Assist. |
| ----------------- | ----------------- | ------------------- | ------------------- | ------------------- | ---------------- | ---------------- | ---------------- | --------------------------- | --------------------------- | --------------------------- | ------------------ | ------------------ | ------------------ | ----- | ----- | ------- |
| Flamengo          | 1983              | 5                   | 0                   | 0                   | —                | —                | —                | 1                           | 0                           | 0                           | 3                  | 0                  | 0                  | 9     | 0     | 0       |
| Flamengo          | 1984              | 1                   | 0                   | 0                   | —                | —                | —                | —                           | —                           | —                           | 13                 | 5                  | 0                  | 14    | 5     | 0       |
| Flamengo          | 1985              | 20                  | 0                   | 0                   | —                | —                | —                | —                           | —                           | —                           | 30                 | 0                  | 0                  | 50    | 16    | 0       |
| Flamengo          | 1986              | 9                   | 0                   | 0                   | —                | —                | —                | —                           | —                           | —                           | 19                 | 0                  | 0                  | 28    | 8     | 0       |
| Flamengo          | 1987              | 4                   | 1                   | 0                   | —                | —                | —                | —                           | —                           | —                           | —                  | —                  | —                  | 4     | 1     | 0       |
| Flamengo          | 1988              | —                   | —                   | —                   | —                | —                | —                | —                           | —                           | —                           | 4                  | 0                  | 0                  | 4     | 0     | 0       |
| Flamengo          | Total             | 39                  | 0                   | 0                   | 0                | 0                | 0                | 1                           | 0                           | 0                           | 69                 | 0                  | 0                  | 109   | 30    | 0       |
| Total na carreira | Total na carreira | 39                  | 0                   | 0                   | 0                | 0                | 0                | 1                           | 0                           | 0                           | 69                 | 0                  | 0                  | 109   | 30    | 0       |

- a. ^ Jogos da Copa do Brasil
- b. ^ Jogos da Copa Libertadores da América
- c. ^ Jogos do Campeonato Carioca, Amistoso e Copa Kirin

## Títulos
Flamengo
- Campeonato Brasileiro: 1983
- Copa União (Módulo Verde): 1987
- Taça Guanabara: 1984 e 1988
- Taça Rio: 1983, 1985 e 1986
- Campeonato Carioca: 1986
- Taça Euzébio de Andrade: 1987
- Torneio El Gabón: 1987
- Torneio Internacional de Angola: 1987
- Troféu Colombino: 1988
- Copa Kirin: 1988

Botafogo
- Troféu Cidade de Palma de Mallorca: 1988

Vitoria
- Campeonato Baiano: 1989

Sampaio Correa
- Campeonato Maranhense: 1998
- Copa Norte: 1998
- Torneio Seletivo da Copa Norte: 1998

Seleção Brasileira
- Campeonato Mundial de Futebol Sub-20: 1983
- Medalha de Prata nos Jogos Olímpicos: 1984